# Torrecitores del Enebral
Torrecitores del Enebral (antiguamente Torrecitores) es un antiguo municipio y una entidad local menor española perteneciente al municipio de Avellanosa de Muñó, provincia de Burgos, comunidad autónoma de Castilla y León. Está situada en la comarca del Arlanza.

## Símbolos
El escudo heráldico que representa a la entidad local menor fue aprobado en el año 2000 con el siguiente blasón:

«Cortado. Primero, en gules torre y cerca de oro, mazonado de sable y aclarado de azur; en los cantones del jefe, sendos azores de oro. Segundo, en plata enebro de sinople, terrazado de lo mismo, flanqueado de racimo de sable y hojado en sinople y amapolas de gules y sinople. Al timbre, corona real cerrada.»
Boletín Oficial de Castilla y León nº 152 de 7 de agosto de 2000

## Antiguo municipio

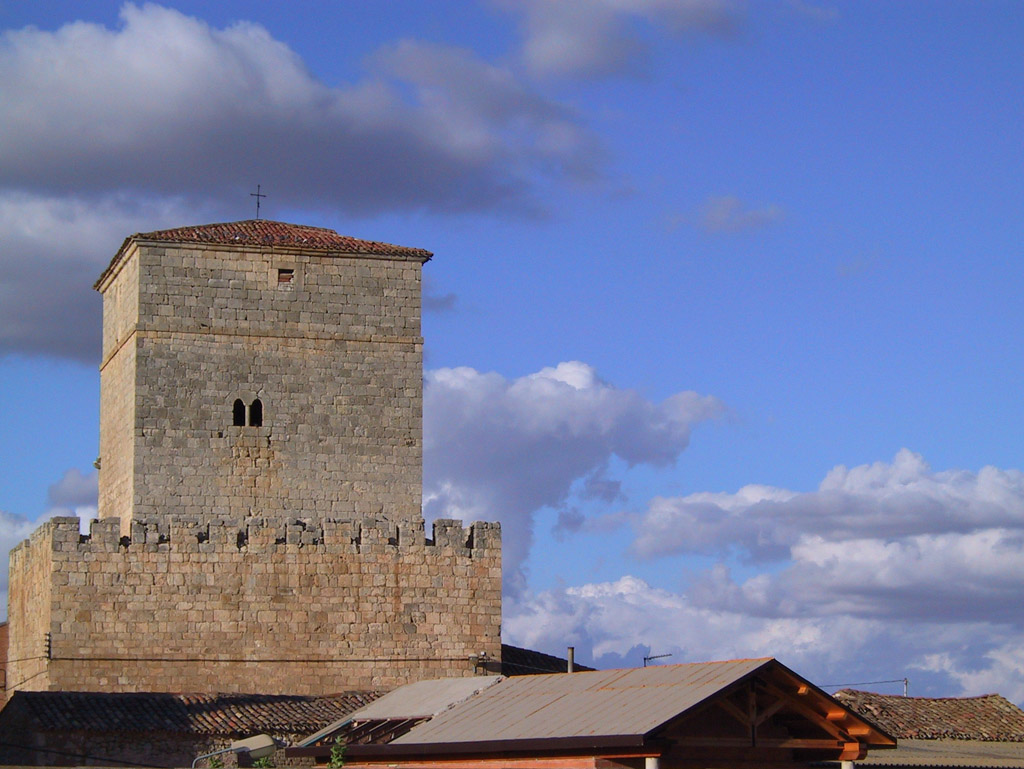
Torre medieval

Entre el censo de 1857 y el anterior, este municipio desaparece porque se integra en el municipio de Avellanosa de Muñó. Contaba entonces con 9 hogares y 27 vecinos.

## Población
En 2006 contaba con 35 habitantes.

## Situación
Dista 1,5 km de la capital del municipio, Avellanosa. Situada al Este del municipio, junto a Iglesiarrubia.

## Edificios de interés
Torre medieval.